# Löbschütz (Zwenkau)
Löbschütz ist ein Ortsteil von Zwenkau im Landkreis Leipzig (Freistaat Sachsen). Bis zu seiner Eingemeindung im Jahr 1974 war der Ort eine selbständige Gemeinde mit dem Gemeindeteil Malschitz.

## Geografie
Löbschütz liegt in der Leipziger Tieflandsbucht 20 km südlich von Leipzig am Ostufer der Weißen Elster.

## Geschichte
Das Sackgassendorf Löbschütz wurde 1307 erstmals unter dem Namen „Lobscitz“ urkundlich erwähnt. Der zu Löbschütz gehörende Ort Malschütz (Malschitz) wurde erstmals im Jahr 1522 erwähnt. Der Zusammenschluss beider Orte erfolgte um 1700. Löbschütz lag bis 1856 im kursächsischen bzw. königlich-sächsischen Amt Pegau. Ab 1856 gehörte der Ort zum Gerichtsamt Zwenkau und ab 1875 zur Amtshauptmannschaft Leipzig.
1952 wurde der Ort dem Kreis Borna im Bezirk Leipzig zugeordnet. Die Eingemeindung nach Zwenkau erfolgte am 1. Januar 1974.

## Verkehr
Südöstlich wird Löbschütz von der Bundesstraße 2 tangiert. Nördlich des Orts zweigt von dieser die Bundesstraße 186 ab.

### Nahverkehr
Im öffentlichen Nahverkehr ist Löbschütz über die Haltestelle Löbschütz mit folgenden Linien erreichbar:
- PlusBus 100 (RBL): Groitzsch – Löbschütz – Zwenkau – Markkleeberg
- Bus 123 (RBL): Groitzsch – Pegau – Wiederau – Löbschütz – Zwenkau
- Bus 124 (RBL): Elstertrebnitz – Pegau – Groitzsch – Löbschütz – Zwenkau
- Bus 412 (THÜSAC): Altenburg – Meuselwitz – Lucka – Groitzsch – Löbschütz – Zwenkau – Leipzig